# Louis Prévost de Sansac
Pour les articles homonymes, voir Prévost.
Louis Prévost de Sansac, baron de Sansac et de Cellefroyn, chevalier de l’Ordre du Roi, lieutenant du roi en Angoumois et en Guyenne, sénéchal de Saintonge, Grand Fauconnier de France, fut un des grands capitaines du XVIe siècle.
François Ier, digne appréciateur des hommes de guerre, disait : « Nous sommes quatre gentilshommes de Guyenne qui combattons contre tous « allants et venants » : moi, Sansac, Essé et Châtaigneraye ».

## Biographie
Né à Cognac en 1488, d’un authentique lignage remontant au XIVe siècle, il fut élevé à la cour des Valois où il est chargé de développer les talents physiques de François I à la chasse et dans l’art de la guerre. Page du connétable de France Anne de Montmorency, il participa à la guerre d’Italie sous les ordres de l’amiral Guillaume Gouffier de Bonnivet ; fait prisonnier à Pavie, il parvint à s’échapper et revint en France, d’où la reine-mère l’envoya plusieurs fois en Espagne vers le roi captif.
Réputé un des meilleurs cavaliers de son temps, François Ier le choisit pour enseigner l’art équestre à ses enfants. Aussi pendant la captivité du duc d'Aumale, la charge de colonel des chevau-légers lui fut donnée. « Et s’est vu M. de Sansac commander aux princes de sang, tels MM. D’Enghien, Condé, Nemours et une infinité de Princes et grands Seigneurs : voilà donc l’honneur qui n’est pas petit qu’eut Sansac de commander à cette principauté et noblesse Française. » (Brantôme).
Le maréchal Strozzi en Italie le chargea de défendre Mirandole contre les Espagnols et les troupes du pape. Il s’y couvrit de gloire en soutenant un siège de huit mois que les ennemis durent lever et « il éternisa son nom en s’y taillant un trophée d’immortalité ».
Il se distingua l’année suivante à la campagne de Picardie. Gouverneur des enfants de France à son retour et reçut le titre de chevalier de Saint-Michel, il fut nommé conseiller particulier du roi François II et eut pour mission à la mort du prince de conduire sa dépouille à Saint-Denis.
En 1559 il fut nommé gouverneur de l'Angoumois.
En 1562, il reprit Angoulême aux huguenots, commanda les armées à La Charité et à Vézelay, fut maréchal de camp à Dreux sous les ordres du duc de Guise, puis lieutenant-général dans l’armée de Champagne, Bourgogne et Nivernais.
S’étant trouvé dans onze batailles rangées sans jamais avoir été blessé qu’à celle de la Saint-Denis, ayant servi cinq rois, il mourut en 1576 à quatre-vingts huit ans « en titre de Maréchal de France, non qu’il ait été pourvu, mais il en avait l’état, les gages et la pension, comme d’un vrai Maréchal de France ».
Sansac épousa Louise de Montbron, de la maison d’Angoulême, arrière-petite-fille de Jacques, maréchal de France, et en eut un fils Jean, baron de Sansac et de Montmoreau, chevalier de l’Ordre, Capitaine de la Porte sous Charles IX et Henri III, gouverneur de Guyenne, marié en 1572 à Jeanne de Maillé-Brézé.
Son frère Antoine Prévost de Sansac fut archevêque de Bordeaux et en tant que tel primat d’Aquitaine de 1560 à 1591.
La postérité de cette maison est actuellement représentée par les marquis de Toucheimbert, de La Vauzelle et de Traversay.

## Armoiries
| Figure | Nom du Baron et blasonnement                                                                                |
|        | D'argent, à deux fasces de sable, acc. de six merlettes du même, posées 3, 2 et 1. Tenants: deux sauvages., |